# أريرانج-2
أريرانج -2، المعروف أيضًا باسم كومبسات-2، هو قمر تجسس متعدد الأغراض من كوريا الجنوبية. تم إطلاقه من بليسيتسك كوزمودروم، روسيا في الساعة 4:05 مساءً بتوقيت كوريا الجنوبية في 28 يوليو 2006. بدأ في نقل الإشارات الساعة 11 مساءً في نفس اليوم. مثل القمر الصناعي السابق أريرانج-1، فإنه يأخذ اسمه من الأغنية الشعبية الكورية أريرانغ. كان إطلاقه تتويجا لمشروع بدأ في عام 1999.
يدور أريرانغ -2 على مدار 685 كيلومتراً، يدور حول الأرض 14 مرة في اليوم، ومن المتوقع أن يحافظ على هذا المدار لمدة 3 سنوات. يزن 765 كجم.
يحمل القمر الصناعي كاميرا رقمية عالية القدرة يمكن تمييز بدقة تصل إلى متر واحد، مما يسمح بتحديد المركبات الفردية على الأرض. من بين أغراض أخرى، سيسمح ذلك لجهاز المخابرات الكوري الجنوبي بمراقبة الأنشطة العسكرية لكوريا الشمالية. قبل إطلاق هذا القمر الصناعي، كان الكوريون الجنوبيون يعتمدون بشكل كبير على معلومات المراقبة المقدمة من الولايات المتحدة.
خلف القمر الصناعي أريرانج-3 و أريرانج-3A، اللذين تم إطلاقهما في عامي 2012 و 2015 على التوالي.

## التاريخ
بدأت كوريا الجنوبية برنامج كومبسات في عام 1995 لتنمية صناعة التصوير الأرضية الوطنية وتوفير خدمات لتطبيقات الاستشعار عن بعد. تم تطوير القمر الصناعي الكوري الجنوبي كومبسات-2 للتصوير الأرضي بواسطة KARI (المعهد الكوري لأبحاث الفضاء)، بالشراكة مع EADS أستريام، لضمان الاستمرارية مع القمر الصناعي كومبسات -1 الذي تم إطلاقه في عام 1999. تم تدشين كومبسات-2 في 28 يوليو 2006 بواسطة قاذفة صاروخية من بليسيتسك، روسيا. كانت سبوت اميج هي الموزع لصور كومبسات-2 حتى أبريل 2011. SI اميجينج سيرفيسيز هي الموزع الحصري في جميع أنحاء العالم لصور كومبسات بما في ذلك كومبسات-2 منذ نوفمبر 2012.

## التقنيات

### المدار
يعمل كومبسات-2 في مدار دائري شبه متزامن مع الشمس. المعلمات المدارية هي :
- متوسط الارتفاع: 685 كم
- الكتلة: 800 كلغ
- الميل: 98 درجة (متزامن مع الشمس)
- الفترة المدارية: ساعة و 38 دقيقة و 27 ثانية
- الدورة المدارية: 28 د

### الأدوات
صُممت أدوات كومبسات -2 للحصول على صور عالية الدقة وبمسافة 15 كم. يمتلك القمر الصناعي القدرة على الحصول على 20 دقيقة من الصور في كل مدار ويمكنه توجيه مستحثاته في كلا الاتجاهين إلى 30 درجة خارج المسار. يمكن الحصول على صور بانكروماتية حساسة للألوان ومتعددة الأطياف في نفس الوقت. ميزات مقياس الإشعاع كومبسات-2 :
| الوضع                   | قناة | الفرقة الطيفية                              | الدقة المكاني | اثار  |
| ----------------------- | ---- | ------------------------------------------- | ------------- | ----- |
| متعددة الأطياف          | 1    | 0,45 - 0,52 (m (أزرق)                       | 4 م           | 15 كم |
|                         | 2    | 0,52 - 0,60 (m (أخضر)                       | 4 م           | 15 كم |
|                         | 3    | 0,63 - 0,69 (m (روج)                        | 4 م           | 15 كم |
|                         | 4    | 0,76 - 0,90 (m (الأشعة تحت الحمراء القريبة) | 4 م           | 15 كم |
| بانكروماتي حساس للألوان | P    | 0,50 - 0,90 (m (أبيض وأسود)                 | 1 م           | 15 كم |

### محطات الاستقبال الأرضية
تقدم محطتان للاستقبال صور كومبسات-2 بعد يوم إلى ثلاثة أيام من الاستحواذ وفي أقل من 24 ساعة في أوروبا. محطة دياجون في كوريا الجنوبية هي المسؤولة عن تكليف القمر الصناعي. محطة تولوز في فرنسا هي المسؤولة عن تحديث الكتالوج، وإنتاج الصور وتسليمها إلى عملائها.

## مزايا وتطبيقات صور كومبسات -2
تم تصميم كومبسات-2 لتطبيقات الاستشعار عن بُعد عالية الدقة (VHR)، مثل :
- تخطيط الأراضي : لاكتشاف وتحديد ميزات أصغر من 1 متر مربع، على سبيل المثال المركبات وأثاث الشوارع والطرق والشجيرات.
- الزراعة : لتحديد أمراض المحاصيل أو الأشجار.
- التخطيط الحضري والديموغرافي : لتحديد المنازل المنفصلة.
- الدفاع : لوصف الممتلكات ذات قيمة عالية أو المواقع العسكرية.
- الهندسة المدنية : لتخطيط ممرات الطرق والسكك الحديدية وخطوط أنابيب النفط.

## روابط خارجية
- تقرير رويترز
- كاري
- SI خدمات التصوير
- مبادرة ساتريك
- بقعة الصورة